# HD 176776
HD 176776，又名BD+19 3879，SAO 104362、HR 7198，是一颗恒星，视星等为6.39，位于銀經51.26，銀緯6.63，其B1900.0坐标为赤經18h 56m 43.1s，赤緯+19° 6.63′ 5″。